# Olga Plümacher
Olga Marie Pauline Plümacher (de soltera Hünerwadel, 27 de mayo de 1839 - 1895) fue una filósofa y erudita suizo-estadounidense nacida en Rusia. Se comprometió con las ideas de los filósofos alemanes Arthur Schopenhauer y Eduard von Hartmann y publicó tres libros que contribuyeron a la controversia del pesimismo en Alemania. Su libro sobre la historia del pesimismo filosófico, Der Pessimismus in Vergangenheit und Gegenwart (El pesimismo en el pasado y el presente) influyó en Friedrich Nietzsche y Samuel Beckett.

## Biografía
Plümacher nació en San Petersburgo, Rusia, el 27 de mayo de 1839. Era hija de Gottlieb Samuel y Adelheid Hünderwadel (su prima). La familia se mudó a Suiza, donde su padre dirigía una planta siderúrgica y luego se retiró a Zürich, donde Plümacher creció. Se casó con un capitán alemán de barco, Eugene Hermann Plümacher, quien más tarde se desempeñó como cónsul de los Estados Unidos en Venezuela, y tuvieron dos hijos. Plümacher no recibió una educación universitaria formal.
Plümacher era amiga de una excompañera de clase, que era la madre del dramaturgo alemán Frank Wedekind y le introdujo en las filosofías de Arthur Schopenhauer y Eduard von Hartmann, de quien Plümacher era devota. Se le ha descrito como la "tía filosófica" de Wedekind.
Más tarde, Plümacher emigró con su familia a los Estados Unidos y vivió en Beersheba Springs, Tennessee, donde publicó tres libros en Alemania que abordaban las filosofías de Schopenhauer y von Hartmann: Der Kampf um's Unbewusste (La batalla por el inconsciente). Zwei Individualisten der Schopenhauer'schen Schule (Dos individualistas de la escuela de Schopenhauer) y Der Pessimismus in Vergangenheit und Gegenwart (Pesimismo en el pasado y el presente). Estos trabajos convirtieron a Plümacher en una figura significativa dentro de la controversia del pesimismo en Alemania. Der Pessimismus in Vergangenheit und Gegenwart influyó en Friedrich Nietzsche,  quien anotó asiduamente el ejemplar que poseía.
Plümacher también publicó varios artículos sobre psicología, filosofía y metafísica en varias revistas alemanas. Publicó además un artículo sobre von Hartmann en inglés, en la revista Mind de Oxford.
Plümacher murió en Tennessee, en 1895.

## Legado
Samuel Beckett leyó por primera vez Der Pessimismus en Vergangenheit und Gegenwart alrededor de 1938, su intenso interés en el libro lo llevó a anotarlo en gran medida y agregar páginas en blanco para notas adicionales.
Plümacher ha sido comparada con Agnes Taubert, otra filósofa alemana en gran parte olvidada que también jugó un papel importante en la controversia del pesimismo, así como con la filósofa germano-estadounidense Amelie J. Hathaway.
Rolf Kieser, profesor de alemán en la Universidad Estatal de Nueva York, publicó una biografía de Plümacher en 1990, Olga Plümacher-Hünerwadel, eine gelehrte Frau des neunzehnten Jahrhunderts (Olga Plümacher-Hünerwadel, una mujer culta del siglo XIX).
Plümacher fue incluida en la edición de 2022 del British Journal for the History of Philosophy, titulada "Lost Voices: Women in Philosophy 1870-1970".

## Publicaciones

### Artículos
- Plumacher, O. (1879). «Pessimism». Mind (en inglés). os-4 (13): 68–89. ISSN 0026-4423. doi:10.1093/mind/os-4.13.68.

### Libros
- Unbewusste de Der Kampf um ( La lucha por el subconsciente, 1881)
- Zwei Individualisten der Schopenhauer'schen Schule ( Dos individualistas de la escuela de Schopenhauer, 1881)
- Der Pessimismus in Vergangenheit und Gegenwart ( Pesimismo en el pasado y presente, 1883). Traducido al castellano como El pesimismo en el budismo y otras religiones, traducción de H. W. Gámez, Madrid: Sequitur, 2023

## Otras lecturas
- Almon, Clopper, ed. (2010). «Dan and the Plumachers». Beersheba Springs, a History (en inglés). Beersheba Springs Historical Society. pp. 141-145.
- Janaway, Christopher (18 de febrero de 2021). «Worse than the best possible pessimism? Olga Plümacher's critique of Schopenhauer». British Journal for the History of Philosophy 30 (2): 211-230. ISSN 0960-8788. doi:10.1080/09608788.2021.1881441.